# Herbjørg Wassmo

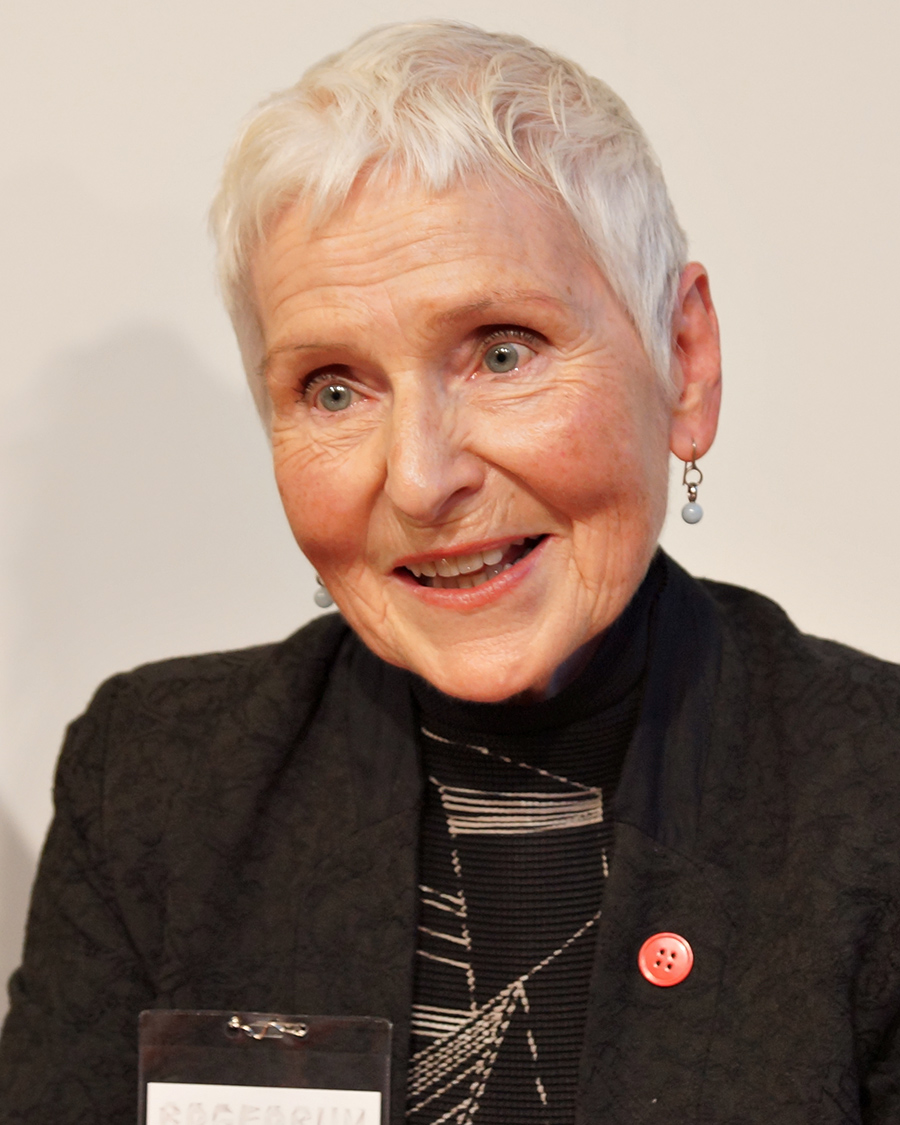
Herbjørg Wassmo, Copenhague, 2014

Herbjorg Wassmo (6 de diciembre de 1942 en Skogsøya, Vesterålen, Noruega - ) escritora noruega. Durante años ha sido una de las autoras más leídas de su país.
Después de escribir un par de libros de poemas a finales de la década de los setenta, se dio a conocer en 1981 con la publicación de su primera novela, La casa del mirador ciego. La protagonista es una niña, Tora, que es víctima de abusos en su casa. Siguieron dos novelas más sobre la misma Tora (La habitación muda y El cielo desnudo). En 1989 publicó El libro de Dina, que dio lugar a una segunda trilogía con protagonista femenina, en esta caso una adulta ("Hijo de la providencia", 1992, y La herencia de Karna, 1997). Las trilogías sobre Tora y Dina ocupan un lugar central en su producción aunque ha escrito muchos otros libros, sobre todo novela, aunque también una obra de teatro, un libro para niños y una novela documental. Su última novela se publicó en Noruega en 2009 con el título Cien años.